# Donckers Koffie-Jelly Belly
Donckers Koffie-Jelly Belly war ein belgisches Radsportteam.
Die Mannschaft wurde 2010 gegründet und nimmt als Continental Team an den UCI Continental Circuits teil. Manager war Rudi Donckers, der von dem Sportlichen Leiter Eric Vanderaerden unterstützt wurde.
Zur Saison 2012 wurde die Mannschaft mit dem Professional Continental Team Veranda’s Willems-Accent fusioniert. Der bisherige Namenssponsor wurde zweiter Namenssponsor des Teams Marco Polo Cycling Donckers Koffie.

## Saison 2011

### Erfolge in der UCI Europe Tour
Bei den Rennen der UCI Europe Tour im Jahr 2011 gelangen dem Team nachstehende Erfolge.
| Datum    | Rennen           | Kat. | Fahrer       |
| -------- | ---------------- | ---- | ------------ |
| 18. März | Handzame Classic | 1.1  | Steve Schets |

### Zugänge – Abgänge
| Zugänge                 | Team 2010                 | Abgänge                            | Team 2011                          |
| ----------------------- | ------------------------- | ---------------------------------- | ---------------------------------- |
| Ricardo van der Velde   | Garmin-Transitions        | Jonathan Breyne                    | Landbouwkrediet                    |
| Wilfried Cretskens      | Omega Pharma-Lotto        | Stijn Steels                       | Jong Vlaanderen-Bauknecht          |
| Tom Stubbe              | Omega Pharma-Lotto        | Francesco Van Coppernolle          | Jong Vlaanderen-Bauknecht          |
| Kurt Hovelynck          | Quick Step                | Jeremy Yates                       | Manisaspor Cycling Team            |
| Kevin Hulsmans          | Quick Step                | Jan Kuyckx                         | Marco Polo Cycling Team            |
| Steve Schets            | Jong Vlaanderen-Bauknecht | Jonathan Dufrasne                  | Wallonie Bruxelles-Crédit Agricole |
| Jasper Ockeloen         | Rabobank Continental      | Justin Van Hoecke                  | Wallonie Bruxelles-Crédit Agricole |
| Huub Duyn               | Team NetApp               | Ben Berden                         | Ops Ale-Stoemper                   |
| Hendrik Van Den Bossche | Verandas Willems          | Marnix Dreesen                     | Unbekannt                          |
| Frederik Geerts         | Neoprofi                  | Frank van Kuik                     | Unbekannt                          |
| Sander Helven           | Neoprofi                  | Eric van de Meent                  | Unbekannt                          |
| Kenneth Vanbilsen       | Neoprofi                  | Ruben Van Raepenbusch              | Unbekannt                          |
| Arne Van Snick          | Neoprofi                  | Alain van der Velde (bis 31. Juli) | Unbekannt                          |

### Mannschaft
| Name                    | Geburtstag        | Nationalität           | Team 2012                          |
| ----------------------- | ----------------- | ---------------------- | ---------------------------------- |
| Nicky Cocquyt           | 14. Oktober 1984  | Belgien                | Rock Werchter-S.O.S. Piet          |
| Joris Cornet            | 1. September 1991 | Belgien                | T.Palm-Pôle Continental Wallon     |
| Wilfried Cretskens      | 10. Juli 1976     | Belgien                | Karriereende                       |
| Ingmar De Poortere      | 27. Mai 1984      | Belgien                | Jong Vlaanderen Cycling Team       |
| Jochen Deweer           | 20. Februar 1991  | Belgien                |                                    |
| Huub Duyn               | 1. September 1984 | Niederlande            | Cyclingteam de Rijke               |
| Frederik Geerts         | 27. Mai 1992      | Belgien                |                                    |
| Sander Helven           | 30. Mai 1990      | Belgien                | Ovyta-Eijssen-Acrog                |
| Kurt Hovelynck          | 2. Juni 1981      | Belgien                | Landbouwkrediet-Euphony            |
| Kevin Hulsmans          | 11. April 1978    | Belgien                | Farnese Vini-Selle Italia          |
| Jasper Ockeloen         | 10. Mai 1990      | Niederlande            | Parkhotel Valkenburg Cycling Team  |
| Steve Schets            | 20. April 1984    | Belgien                | Jong Vlaanderen Cycling Team       |
| James Spragg            | 19. Juli 1987     | Vereinigtes Königreich | Geofco-Ville d’Alger               |
| Tom Stubbe              | 26. Mai 1981      | Belgien                | Karriereende                       |
| Kenneth Vanbilsen       | 1. Juni 1990      | Belgien                | An Post-Sean Kelly                 |
| Hendrik Van Den Bossche | 13. April 1990    | Belgien                |                                    |
| Matthias Van Mechelen   | 23. Februar 1988  | Belgien                | Marco Polo Cycling Donckers Koffie |
| Arne Van Snick          | 15. Februar 1992  | Belgien                |                                    |
| Michael Vanderaerden    | 10. Februar 1987  | Belgien                |                                    |
| Ricardo van der Velde   | 19. Februar 1987  | Niederlande            | Jelly Belly-Kenda                  |

### Platzierungen in UCI-Ranglisten
UCI Europe Tour 2011
|       | Fahrer            | Punkte |
| ----- | ----------------- | ------ |
| 119.  | Steve Schets      | 114    |
| 198.  | Huub Duyn         | 81     |
| 276.  | Kurt Hovelynck    | 57     |
| 517.  | Kenneth Vanbilsen | 28     |
| 1139. | Joris Cornet      | 3      |

## Platzierungen in UCI-Ranglisten
UCI Asia Tour
| Saison | Mannschaftswertung | Fahrerwertung       |
| ------ | ------------------ | ------------------- |
| 2010   | 58.                | James Spragg (252.) |
| 2011   | -                  | -                   |

UCI Europe Tour
| Saison | Mannschaftswertung | Fahrerwertung       |
| ------ | ------------------ | ------------------- |
| 2010   | 69.                | Stijn Steels (357.) |
| 2011   | 46.                | Steve Schets (119.) |

UCI Oceania Tour
| Saison | Mannschaftswertung | Fahrerwertung      |
| ------ | ------------------ | ------------------ |
| 2010   | 17.                | Jeremy Yates (31.) |
| 2011   | -                  | -                  |